# Ишмухаметово (Хайбуллинский район)
Ишмухаметово— упразднённая деревня в Хайбуллинском районе Республики Башкортостан Российской Федерации. Входила на год упразднения в Татыр-Узякский сельсовет.

## Название
По имени юртового старшины Ишмухамета Акчурина.

## География
Располагалась на р. Таналык в 24 км к северу от райцентра.

## История
Основана жителями д. Сабырово Усерганской волости (ныне Зилаирского района Республики Башкортостан).
Известна с 1765 (по другим данным, с 1795).

Исключёна из списков населённых пунктов в 1981 году, согласно Указу Президиума ВС Башкирской АССР от 12.02.1981 N 6-2/66 «Об исключении некоторых населенных пунктов из учётных данных по административно-территориальному делению Башкирской АССР». Он гласил:

В связи с перечислением жителей и фактическим прекращением существования исключить из учётных данных по административно-территориальному делению Башкирской АССР следующие населенные пункты:
…
по Хайбуллинскому району
п. Гослесопитомника Ивановского сельсовета

д. Ишмухаметово Татыр-Узякского сельсовета — http://bashkortostan.news-city.info/docs/sistemao/dok_keqijo.htm

## Население
В ауле большинство жителей составляли башкиры
В 1900—215 человек, в 1920—218, в 1939 (в составе Юлбарсовского сельсовета) — 135, в 1959 (в составе Самарского сельсовета) — 135, 1969—157 человек.

## Известные уроженцы, жители
В Ишмухаметово 1 января 1959 года родилась Люция Шагибаловна Гумерова, председатель Конституционного Суда Республики Башкортостан (2009—2014)

## Инфраструктура
Основа экономики — сельское хозяйство.
Действовали колхозы «Янги-тормош», «Большевик»